# Вишниці
Вишниці (або Вишинці, Вишничі, пол. Wisznice) — село в Польщі, у гміні Вишниці Більського повіту Люблінського воєводства. Населення — 1506 осіб (2011).

## Історія
1588 року вперше згадується православна церква в селі.
За даними етнографічної експедиції 1869—1870 років під керівництвом Павла Чубинського, у селі переважно проживали греко-католики, які розмовляли українською мовою.
Місто постраждало під час боїв Першої світової війни між російською та австро-угорською арміями. Внаслідок бойових дій та російської евакуації влітку 1915 року місцевого українського православного населення вглиб Російської імперії, місто було повністю спалене.
У міжвоєнні 1918—1939 роки польська влада в рамках великої акції руйнування українських храмів на Холмщині і Підляшші перетворила місцеву православну церкву на римо-католицький костел.
За німецької окупації у Вишничах діяла філія Більського Українського допомогового комітету.
У 1975—1998 роках село належало до Білопідляського воєводства.

## Населення
Демографічна структура станом на 31 березня 2011 року:
|          | Загалом | Допрацездатний вік | Працездатний вік | Постпрацездатний вік |
| -------- | ------- | ------------------ | ---------------- | -------------------- |
| Чоловіки | 728     | 142                | 513              | 73                   |
| Жінки    | 778     | 161                | 445              | 172                  |
| Разом    | 1506    | 303                | 958              | 245                  |